# Rivière Melucq
 (août 2016).
Si vous disposez d'ouvrages ou d'articles de référence ou si vous connaissez des sites web de qualité traitant du thème abordé ici, merci de compléter l'article en donnant les références utiles à sa vérifiabilité et en les liant à la section « Notes et références ».
La rivière Melucq est un cours d'eau douce coulant dans le canton d'Awantjish, dans la municipalité de Saint-Cléophas, dans la municipalité régionale de comté (MRC) de La Matapédia, dans les régions du Bas-Saint-Laurent, dans l'est du Québec, au Canada.
La rivière Melucq prend sa source au lac Melucque. Elle coule généralement vers le nord-est surtout en zone agricole ou forestière, selon les segments. Cette rivière de la vallée de la Matapédia se déverse sur la rive ouest de la rivière Saint-Pierre laquelle coule vers le nord-est jusqu'à Sayabec où elle se déverse sur la rive nord-ouest du lac Matapédia ; ce plan d'eau constitue la tête de la rivière Matapédia. Cette dernière coule vers le sud jusqu'à la rive nord de la rivière Ristigouche laquelle coule vers l'est, jusqu'à la rive ouest de la baie des Chaleurs. Cette dernière s'ouvre vers l'est sur le golfe du Saint-Laurent.

## Géographie
La rivière Melucq prend sa source au lac Melucque (longueur : 0,9 km ; altitude : 309 m), situé dans le canton d'Awantjish, dans la municipalité de paroisse de Saint-Cléophas. Le Petit lac Awantjish est situé entre 140 à 170 m au sud et en parallèle du Lac Melucque ; la décharge du Petit lac Awantjish rejoint la rive sud de la rivière Saint-Pierre à 0,7 km plus à l'est.
L'embouchure de la rivière Melucq est située à :
- 4,7 km à l'ouest du centre du village de Saint-Cléophas ;
- 14,2 km au sud-ouest de la confluence de la rivière Saint-Pierre (rivière Matapédia) ;
- 22,6 km au sud-est du littoral sud du golfe du Saint-Laurent.

À partir de sa source (embouchure du Lac Melucq), le cours de la rivière Melucq coule dans une plaine agricole et forestière sur 9,5 km réparti selon les segments suivants :
- 4,5 km vers le nord-est dans le canton d'Awantjish, en recueillant les eaux de la décharge du Petit lac Awantjish, jusqu'à la rue de l'Église qu'elle coupe à 2,5 km au nord-ouest du centre du village de Saint-Cléophas ;
- 3,1 km vers l'est, jusqu'au ruisseau Pinouche (venant du sud-est) ;
- 4,1 km vers le nord-est, en passant du côté nord du village de Saint-Cléophas, jusqu'à la confluence de la rivière Melucq[1].

La rivière Melucq se déverse sur la rive ouest de la rivière Saint-Pierre. Cette confluence est située à :
- 4,8 km au nord-est du centre du village de Saint-Cléophas ;
- 5,1 km au sud-ouest de la confluence de la rivière Saint-Pierre ;
- 24,9 km au sud-est du littoral sud du golfe du Saint-Laurent.

## Toponymie
Selon la Commission de toponymie du Québec, le toponyme « rivière Melucq » évoque Luc Colin (surnommé Melucq) ; il agissait à titre de contremaître surpervisant une équipe de draveurs sur ce cours d'eau. Il a été officialisé le 3 décembre 1994 à la Commission de toponymie du Québec.